# 巴纳萨克-卡尼亚克
巴纳萨克-卡尼亚克（法語：Banassac-Canilhac，法語發音：[banasak kanijak]）是法国洛泽尔省的一个市镇，属于芒德区。该市镇于2016年由原市镇巴纳萨克和卡尼亚克合并而成。

## 地理
巴纳萨克-卡尼亚克（44°26'13.0"N, 3°12'3.0"E）面积24.68 平方千米，位于法国奧克西塔尼大區洛泽尔省，该省份为法国南部内陆省份，北起上盧瓦爾省和康塔爾省，西接阿韦龙省，南至加尔省，东临阿尔代什省。
与巴纳萨克-卡尼亚克接壤的市镇（或旧市镇、城区）包括：圣皮埃尔德诺加雷、圣萨蒂南、拉蒂约勒、拉卡努尔格、圣日耳曼迪泰伊、圣洛朗多尔特、康帕尼亚克。
巴纳萨克-卡尼亚克的时区为UTC+01:00、UTC+02:00（夏令时）。

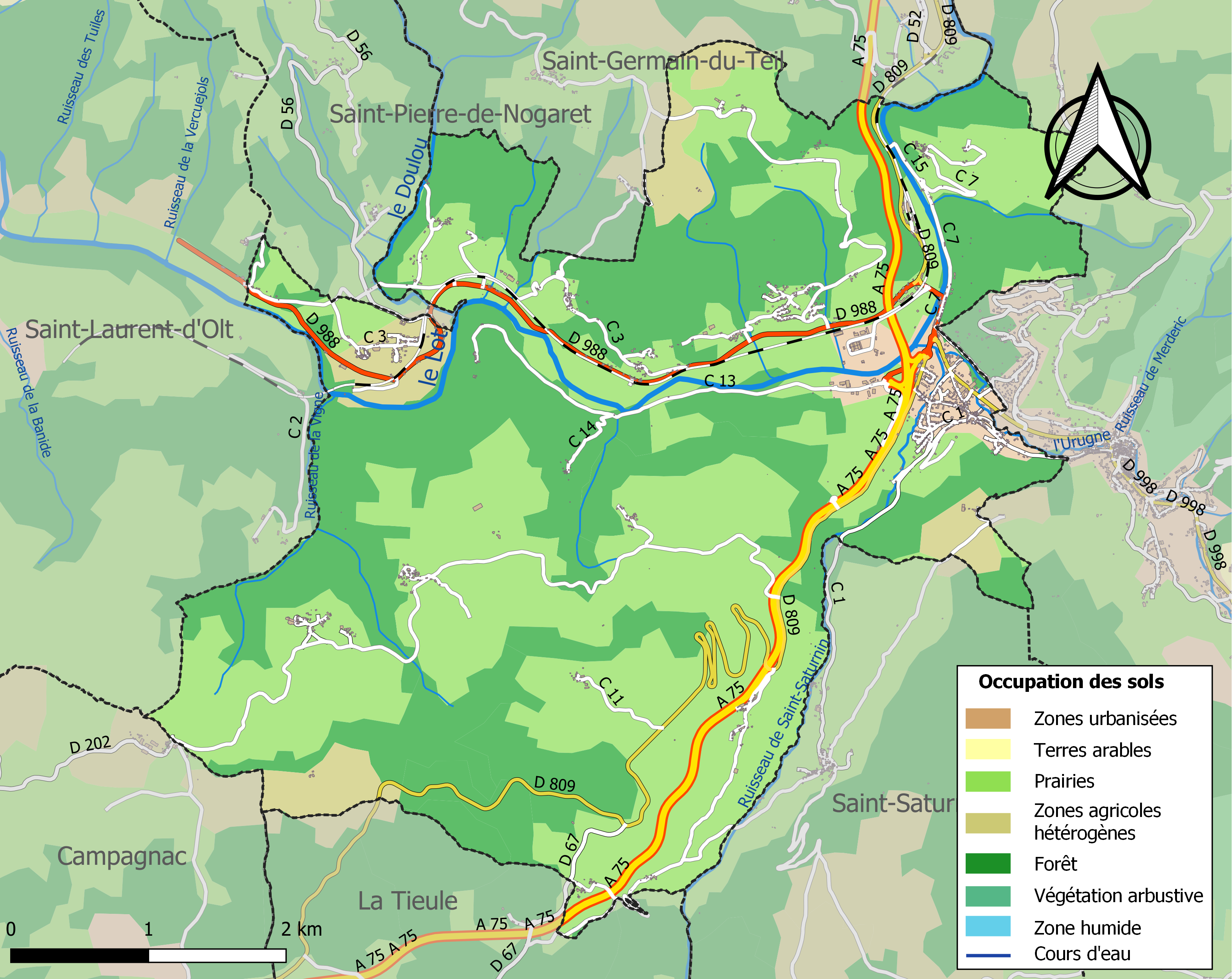
巴纳萨克-卡尼亚克的OSM定位图

## 行政
巴纳萨克-卡尼亚克的邮政编码为48500，INSEE市镇编码为48017。

## 政治
巴纳萨克-卡尼亚克所属的省级选区为拉卡努尔格县。

## 人口
巴纳萨克-卡尼亚克于2022年1月1日时的人口数量为1069人。